# Knoll Open 2013
Il Knoll Open 2013 è stato un torneo di tennis facente parte della categoria ITF Women's Circuit nell'ambito dell'ITF Women's Circuit 2013. Il torneo si è giocato a Bad Saulgau in Germania dal 29 luglio al 4 agosto 2013 su campi in terra rossa e aveva un montepremi di $25,000.

## Vincitrici

### Singolare
Réka-Luca Jani ha battuto in finale  Patricia Mayr-Achleitner con il punteggio di 7–6(4), 6–3

### Doppio
Laura-Ioana Andrei /  Elena Bogdan hanno battuto in finale  Barbora Krejčíková /  Kateřina Siniaková con il punteggio di 6(11)–7, 6–4, [10–8]